# Andrenosoma appendiculata
Andrenosoma appendiculata är en tvåvingeart som först beskrevs av Macquart 1846.  Andrenosoma appendiculata ingår i släktet Andrenosoma och familjen rovflugor.
Artens utbredningsområde är Franska Guyana. Inga underarter finns listade i Catalogue of Life.